# Klaus Suonsaari
Klaus Suonsaari (* 7. November 1959 in Helsinki) ist ein finnischer Jazzschlagzeuger.
Suonsaari hatte ab dem sechsten Lebensjahr Klavierunterricht, bevor er vierzehnjährig zum Schlagzeug wechselte. 1974 besuchte er die Sommerkurse der Pop-Jazz-Konservatoriums von Helsinki, danach begann er eine Ausbildung als klassischer Schlagzeuger am Konservatorium von Lahti. Er besuchte dann die Eastman School of Music in Rochester und studierte ab 1979 an Berklee College of Music. Daneben nahm er privaten Unterricht bei Joe Hunt und Alan Dawson.
Im Alter von sechzehn Jahren wurde Suonsaari Mitglied des Jazzquintetts Blue Train, mit dem er praktische Erfahrungen beim Pori International Jazz Festival und bei Tourneen durch Finnland sammelte. 1984 schrieb er für das Orchester von Niels Lan Doky die Suite for Bill (im Gedenken an den Pianisten Bill Evans).
1992 wurde er beim Pori Jazzfestival als Künstler des Jahres in Finnland ausgezeichnet. In New York gründete er das Plattenlabel KSJazz. Er tourte u. a. durch die USA, Kanada, Frankreich, die Schweiz und Skandinavien und arbeitete mit Musikern wie Bob Berg, Horace Parlan, Joe Lovano, Slide Hampton, Jerry Bergonzi, Niels-Henning Ørsted Pedersen, Junior Cook, Tom Harrell, Ray Drummond und Muhal Richard Abrams.
Als Sideman und/oder Produzent wirkte er an Alben u. a. der Cello Acustics, von LaVerne Butler, Pirjo Hirvonen, Bobby Short und Scott Robinson mit. Daneben veröffentlichte er eine Reihe eigener Alben.

## Diskographie
- Reflecting Times mit Tom Harrell, Bob Berg, Niels Lan Doky, Ray Drummond, 1987
- The Music Of Tom Harrell mit Niels-Henning Ørsted Pedersen, Niels Lan Doky, 1988
- True Colours mit Tom Harrell, Scott Robinson, Niels Land Doky, Niels-Henning Ørsted Pedersen, 1992
- Inside Out, 1992
- Something In Common mit Jerry Bergonzi, Niels Lan Doky, Ray Drummond, Mike Mainieri, Jukka Perko, Severi Pyysalo, Bobby Sanabria, Jarmo Savolainen, 1989, 1992
- With Every Breath I Take mit Scott Robinson, Geri Allen, Julian F. Thayer, 1998
- Portrait In Sound mit Scott Robinson, Frank Carlberg, Julian F. Thayer, 1998, 2002
- Offering mit Frank Carlberg, 2002
- Live in Helsinki mit Scott Robinson, Julian F. Thayer, 2002
- Fallingwater mit Frank Carlberg, 2005
- Nordic Trinity: Wonders Never Cease mit Juhani Aaltonen, Mikko Iivanainen, 2005
- The Door is Open mit Julian F. Thayer, Charlie Mariano, 2007
- Nordic Trinity: Eternal Echoes, 2007